# Jakob Spens (1710–1755)
Jakob Spens, född  8 december 1710 i Ärla församling, död 19 maj 1755, var en svensk greve och ämbetsman.

## Biografi
Jakob Spens föddes 1710 i Ärla församling. Han var son till överhovjägmästaren Carl Gustaf Spens och Beata Oxenstierna af Croneborg. Spens blev 3 oktober 1728 student vid Uppsala universitet och blev sedan auskultant i Svea hovrätt. Han blev 24 december 1734 kammarherre och var 8 maj 1751 ständigt uppvaktande hos drottningen. Spens blev sedan vice lagman i Södermanlands lagsaga. Han avled 1755.

### Egendom
Han ärvde Höja fideikommiss i Gryta socken och ägde Grensholms slott i Vånga socken.

### Familj
Spens gifte sig 7 februari 1738 med grevinnan Charlotta Ulrika Augusta Lillienstedt (1712–1793), dotter till presidenten Johan Lillienstedt och Margareta Törnflycht. De fick tillsammans barnen lagmannen Carl Gustaf Spens (1741–1816) i Västmanlands och Dalarnas lagsaga, löjtnanten Johan Axel Spens (1742–1769) vid Östgöta infanteriregemente, Beata Margareta Spens (1743–1758) och Charlotta Jacquette Spens (1744–1761).